# Heinrich Hirzel (Kirchenhistoriker)
Heinrich Hirzel (* 17. August 1766 in Zürich oder Weiningen; † 7. Februar 1833 in Zürich) war ein Schweizer reformierter Theologe, Schriftsteller und Hochschullehrer.

## Leben
Heinrich Hirzel stammte aus einem prominenten Zürcher Politiker- und Gelehrtengeschlecht. Er wuchs in Weiningen auf und bezog 1782 das Collegium Carolinum in Zürich. Er widmete sich neben dem Studium der Theologie dem Studium der Philosophie. 1787 empfing er in Zürich die Ordination und ging als Erzieher nach Italien. Dort wirkte er hauptsächlich in Florenz, konnte sich aber auch einer Reise durch Italien anschliessen. 
Hirzel kehrte 1790 nach Zürich zurück. Dort nahm er einen Ruf als Professor der Kirchengeschichte an das Carolinum an. Er durchlief verschiedene Professuren der Philosophisch-Theologischen Hochschule, bis er 1809 zum Professor der Philosophie aufstieg. Zugleich wurde er bis zur Auflösung 1832 Chorherr am Zürcher Grossmünster.  
Hirzel bewohnte die Chorherrenwohnung «zum grünen Schloß», die ein bekannter Ort des intellektuellen Austausches in Zürich gewesen sein soll. 1814 erfolgte die Ernennung zum korrespondierenden Mitglied der Società Italiana di scienze, lettere ed arti. Er stand den revolutionären Umtrieben seiner Zeit sehr kritisch gegenüber.
Zu seinen Söhnen zählen der Verleger  Salomon Hirzel und der Theologe Ludwig Hirzel.

## Werke (Auswahl)
- Edition von: Jacques-Henri Meister: Ueber das Alter: in Briefen an einen Freund. Steiner, Winterthur 1810.
- Eugenias Briefe. 3 Bände. 3. Auflage, Orell Füßli, Zürich 1819–1820.
- Briefe des Lullin de Chateauvieux über Italien. 2 Bände. 1820–1821.
- Ansichten von Italien nach neueren ausländischen Reiseberichten. 3 Bände. Kummer, Leipzig 1823–1824.